# Ludwig-Wilhelm Ries
Ludwig-Wilhelm Ries (* 23. Januar 1891 auf der Insel Mainau/Bodensee; † 31. März 1974 in Gießen) war ein deutscher Agrarwissenschaftler. Er gilt als Begründer und Pionier der Arbeitslehre im Landbau.

## Leben
Ries, Sohn eines großherzoglichen Ökonomierates und Domänenverwalters, studierte nach dem Besuch des Gymnasiums in Konstanz Landwirtschaft in Hohenheim und promovierte dort 1922 bei Friedrich Aereboe mit einer Arbeit über Systematik und Anwendungsbereich der Lohnberechnungsweisen in der Landwirtschaft. Im Wintersemester 1912/13 trat Ries der Studentenverbindung Landsmannschaft Württembergia in Hohenheim bei.
1923 wurde ihm die Leitung der Höheren Landbauschule in Landsberg an der Warthe und die Administration des dazugehörenden Versuchsgutes übertragen. Von 1927 bis 1945 war er Direktor der Preußischen Versuchs- und Forschungsanstalt für Landarbeit in Potsdam-Bornim. Hier entwickelte er neue ergonomisch günstige Arbeitsverfahren, die rasch Eingang in die landwirtschaftliche Praxis fanden. Zum 1. Mai 1937 trat er der NSDAP bei und wurde am 28. November 1942 ausgeschlossen.
Nach 1945 wirkte er als Fachlehrer für Betriebs- und Arbeitswissenschaften an der Höheren Landbauschule in Michelstadt (Odenwald). Nach seiner Pensionierung hielt er als Honorarprofessor noch viele Jahre lang Vorlesungen an der Justus-Liebig-Universität Gießen.

## Forschungsleistungen und Ehrungen
Ein enges Zusammenwirken von Pflanzenbauwissenschaftlern, Agrartechnikern und Betriebswirtschaftlern war für Ries stets die Grundvoraussetzung bei der Entwicklung neuer Arbeitsverfahren.  Dieser integrative Ansatz wurde zum Leitprinzip seiner Landarbeitslehre und bestimmte sein Denken und Handeln in der Wissenschaft und in der Praxis. Ries war immer bestrebt von anderen zu lernen und „ungenutztes“ Erfahrungswissen für die Landwirtschaft nutzbar zu machen.
Ries ist Autor von über 40 Büchern und eigenständigen Schriften. Sein bedeutendstes Werk ist das 1942 erstmals erschienene und mehrmals aufgelegte Buch „Die Arbeit in der Landwirtschaft. Grundlagen und Grundzüge der Arbeitstechnik und Arbeitswirtschaft des landwirtschaftlichen Betriebes“. Beachtenswert für die Agrargeschichte sind seine 1969 erschienenen Lebenserinnerungen „Als der Bauer noch keine Maschinen hatte ...“.
Hohes Ansehen genoss Ries bei den Landwirten. Der ihm zugedachte Ehrentitel „Bauernprofessor“ war für ihn die schönste Auszeichnung.  1957 erhielt er den Justus-von-Liebig-Preis. Die Landwirtschaftliche Fakultät der Universität Gießen verlieh ihm 1961 die Ehrendoktorwürde. Zum Gedenken an sein Lebenswerk wurde 1982 von der ehemaligen Gesellschaft für Arbeitswissenschaften im Landbau und der Familie Ries der „Ludwig-Wilhelm-Ries-Preis“ gestiftet. Er wird im drei- bis fünfjährlichen Turnus für hervorragende Leistungen auf dem Gebiet der Arbeitswissenschaften im Landbau verliehen.

## Schriften
- Die Kartoffelbestellung auf leichten Böden, gemeinsam mit Hellmuth Nauck, Parey Verlag Berlin, 1930.
- Die Arbeit in der Landwirtschaft. Grundlagen und Grundzüge der Arbeitstechnik und Arbeitswirtschaft des landwirtschaftlichen Betriebes. Reichsnährstandsverlag Berlin 1942. 2. Auflage: Ulmer, Stuttgart 1950. 3. Auflage gemeinsam mit Gerhardt Preuschen 1956.
- Betriebslehre der deutschen bäuerlichen Familienwirtschaft.- Ulmer Stuttgart, 1947. 2. Auflage 1948.
- Mehr Leistung und weniger Mühe in der Landwirtschaft. Ulmer, Stuttgart 1952. 2. Auflage 1956.
- Pareys Landwirtschafts-Lexikon. Siebente Auflage in zwei Bänden. Unter Mitwirkung zahlreicher Mitarbeiter herausgegeben von Prof. Dr. L. W. Ries. Parey, Hamburg und Berlin 1956/1957.
- Die Bäuerin. Aufgaben und Stellung der ländlichen Frau in Familie und Betrieb. Ulmer, Stuttgart 1957.
- So hilft man sich. Winke für handwerkliches Arbeiten auf dem Bauernhof. Parey, Berlin und Hamburg 1958.
- Als der Bauer noch keine Maschinen hatte. Bauernleben um die Jahrhundertwende. Erlebtes und Erlauschtes. Neureuter, Wolfratshausen 1969. 2. Auflage DLG, Frankfurt am Main 1985.